# Mamare Tōno
Mamare Tōno (jap. 橙乃 ままれ; * 25. August 1973 in der Präfektur Tokio), eigentlich Daisuke Umezu (梅津 大輔), ist ein japanischer Light-Novel-Autor.

## Werdegang
Am 3. September 2009 eröffnete Mamare Tōno unter dem Pseudonym Marmalade Sand (ママレードサンド, Mamarēdo Sando) im Internetforum 2channel den Thread „Maō: ‚Kono Ware no Mono to Nare, Yūsha yo‘ Yūsha: ‚Kotowaru!‘“ (魔王『この我のものとなれ、勇者よ』 勇者『断る!』, „Dämonenkönig: ‚Werde mein, Held!‘ Held: ‚Abgelehnt!‘“). Dort veröffentlichte er über drei Monate hinweg in der Diskussion mit den anderen Thread-Teilnehmern einen Internetroman mit einem Umfang von 900.000 Zeichen. Zum Neujahr des folgenden Jahres wurde über Twitter der Spieledesigner Shōji Masuda auf das Werk aufmerksam. Masuda bot Mamare Tōno wenige Monate später in der Golden Week an, dabei zu helfen das Werk in Buchform zu bringen. Tōno wurde schließlich vom Verlag Enterbrain unter Vertrag genommen, der das Werk als Light Novel (illustrierter Roman) unter dem Titel Maoyū Maō Yūsha seit dem 29. Dezember 2010 professionell verlegt.
Daneben veröffentlichte Tōno auf der Website Shōsetsuka ni narō (小説家になろう, „Werde Romanautor“), auf der Nutzer selbstgeschriebene Romane veröffentlichen können, das Werk Log Horizon, das ihm als Experiment diente, wie man ein Buch im japanischen Erzählstil Kishōtenketsu schreibt. Auch dieses wurde von Enterbrain danach professionell veröffentlicht, wobei er die ersten fünf Bände allein im Jahr 2011 veröffentlichte. Diese verkauften sich mehr als 300.000-mal.
Für den Verlag FlexComics arbeitet Tōno zudem mit dem Manga-Zeichner Takashi Mizuguchi (水口 鷹志) an dem Manga Hōkago no Trattoria (放課後のトラットリア, Hōkago no Torattoria), der seit dem 27. Juli 2011 im Magazin FlexComics Blood, später Comic Meteor, erscheint.
Im April 2015 wurde bekannt, dass die Steuerbehörde Tokio gegen ihn und sein Unternehmen K.K. m2ladeJAM, das seine Rechte verwaltet, eine Steueruntersuchung einleitete, da er die 120 Millionen Yen an Tantiemen in den vergangenen drei Jahren für seine Romane nicht ordnungsgemäß als Einkommen angegeben habe und schloss diese mit einer Steuernachzahlung ab.